# Kim Ju-ae
Kim Ju-ae (hangul: 김주애; hanja: 金主愛; Pyongyang, 19 de fevereiro de 2013) é filha de Kim Jong-un, o presidente da Comissão de Assuntos Estatais da República Popular Democrática da Coreia e secretário-geral do Partido dos Trabalhadores da Coreia.
O jogador de basquete americano Dennis Rodman afirmou ter abraçado Kim Ju-ae durante uma visita à República Popular Democrática da Coreia.  Está supostamente sendo preparada para ser Líder Suprema e futura líder do Partido dos Trabalhadores da Coreia.
No final de 2023, nos meios de comunicação social controlados pelo Estado e pelo próprio Kim Jong-un elevaram o estatuto de Kim Ju-ae, como “General Estrela da Manhã”.
No dia 16 de março, a Agência Central de Notícias da Coreia (KCNA), elevou o estatuto de Kim Ju-ae, como "Grande Guia" [6]

## Biografia
Kim Ju-ae é filha do líder norte-coreano Kim Jong-un e de sua esposa, Ri Sol-ju.  Geralmente acredita-se que a menina nasceu em 2013. Ri Sol-ju esteve ausente da mídia norte-coreana durante 2012, o que mais tarde foi atribuído à sua gravidez. O nome de Kim Ju-ae tornou-se conhecido fora da Coreia do Norte quando Dennis Rodman, que tem uma relação pessoal próxima com Kim Jong-un, a identificou num relato de uma das suas visitas ao país no ano seguinte. Rodman descreveu "segurando a bebê Ju-ae" e parabenizou Kim Jong-un como um "bom pai". Acredita-se que ela tenha um irmão mais velho, nascido em 2010, e um irmão mais novo, de gênero desconhecido, nascido em 2017.
Por se tratar da única filha conhecida do líder norte-coreano, acredita-se que possa ser porque o filho/filha mais velho tem alguma deficiência física ou psicológica, e que o suposto irmão/irmã mais novo não tenha sido visto em público devido ao seu idade jovem.
Kim Ju-ae apareceu pela primeira vez em público no lançamento de um míssil em 19 de novembro de 2022. Ela fez cinco aparições públicas no início de fevereiro de 2023.
Suspeita-se que Kim Ju-ae possa ser o sucessor de seu pai no cargo, devido a declarações em comunicado estatal de que as autoridades norte-coreanas "estavam muito entusiasmadas em ver a certeza da segurança eterna e do futuro do país, bem como quem está liderado pelo comandante brilhante, sempre vitorioso e obstinado, que está inaugurando uma nova era”, referindo-se a ela. Ela foi apresentada à mídia estatal como “Filha amada”, mas em suas aparições subsequentes foi chamada de “Filha respeitada”, uma denominação reservada apenas aos membros mais honrados da sociedade, agora ela é chamada pela Agência Central de Notícias da Coreia como "Grande Guia" que é chamado apenas os possíveis sucessores do país incluindo o próprio Kim Jong-un, que foi chamado assim em 2010 antes de estar na liderança da Coreia do Norte.

## Família
- Bisavô: Kim Il-sung (15 de abril de 1912 - 8 de julho de 1994, presidente da República Popular Democrática da Coreia)
- Bisavó: Kim Jong-suk (24 de dezembro de 1917 - 22 de setembro de 1949, guerrilheiros anti-japoneses e ativista comunista )
- Avô: Kim Jong-il (16 de fevereiro de 1941 - 17 de dezembro de 2011, presidente da Comissão de Defesa Nacional da República Popular Democrática da Coreia)
- Avó: Ko Yong-hui (高容姬, 16 de junho de 1953 - 13 de agosto de 2004, dançarina coreana-japonesa)
- Pai: Kim Jong-un (8 de janeiro de 1984 -, Presidente da Comissão de Assuntos Estatais da República Popular Democrática da Coreia, Secretário Geral do Partido dos Trabalhadores da Coreia)
- Mãe: Ri Sol-ju (nascido em 28 de setembro de 1989, político)

## Aparições
Geralmente acredita-se que Kim Ju-ae nasceu em 2012 ou 2013 devido à ausência de Ri Sol-ju da mídia norte-coreana durante 2012, o que mais tarde foi atribuído à sua gravidez. Seu nome tornou-se conhecido fora da Coreia do Norte. Quando Dennis Rodman, que tem uma relação pessoal próxima com Kim Jong-un, a identificou num relatório sobre uma visita que fez ao país no ano anterior.  Rodman descreveu segurar "o bebê Ju-ae" e elogiou Kim como um "bom pai".
Kim Ju-ae fez sua primeira aparição pública no lançamento de um foguete em novembro de 2022. No início de fevereiro de 2023, ela havia feito cinco aparições públicas.  A mídia estatal inicialmente se referiu a ela como a filha “amada” de Kim Jong-un, mas logo começou a usar o adjetivo “respeitada”, que é reservado apenas aos membros mais respeitados da sociedade norte-coreana, como os pais de Kim Ju-ae, de acordo com alguns analistas acreditam que seu novo perfil público é uma tentativa de apresentar a Família Kim no estilo de uma monarquia tradicional ou de responder às rivalidades dentro do governo norte-coreano. 
- Também levou à especulação de que ela foi escolhida para suceder ao pai, o que a tornaria a primeira mulher Líder Suprema.

Para comemorar o lançamento do foguete em 18 de novembro de 2022, a estatal Agência Central de Notícias da Coreia revelou novas fotos com Kim Ju-ae em 15 de fevereiro de 2023.  Em 17 de fevereiro de 2023, ela foi vista com seu pai em uma celebração do aniversário de Kim Jong-il ou Dia da Estrela Brilhante.

## Hobbies
Sabe-se que ela estuda em casa em Pyongyang e gosta de andar a cavalo e esquiar como seus hobbies.
O relatório do Serviço Nacional de Inteligência da Coreia diz que Kim Jong-un está satisfeito com as habilidades de equitação de Kim Ju-ae foi divulgado.